# Stephanos Melodos
Stephanos Melodos (mittelgriechisch Στέφανος ο Μελοδος; * um 725 in Damaskus; † 802 im Sabas-Kloster, Palästina) war ein byzantinischer Melode.
Stephanos Melodos, Neffe des Johannes von Damaskus, lebte seit seinem zehnten Lebensjahr im palästinensischen Sabas-Kloster. Er verfasste viele Hymnen in mittelgriechischer Sprache, darunter die Beschreibung des Martyriums von zwanzig im Jahr 797 von Arabern im Kloster getöteten Mönchen. Auch eine Biografie Romanos’ des Jüngeren wird ihm zugeschrieben, die nur in einer Übersetzung in georgischer Sprache erhalten ist.
Stephanos’ Schüler Leontios verfasste eine Biografie seines Lehrers, deren Verbindung zu Stephanos Melodos in der älteren Forschung zu Unrecht nicht anerkannt wurde.